# Barbara von Brandenburg (1464–1515)

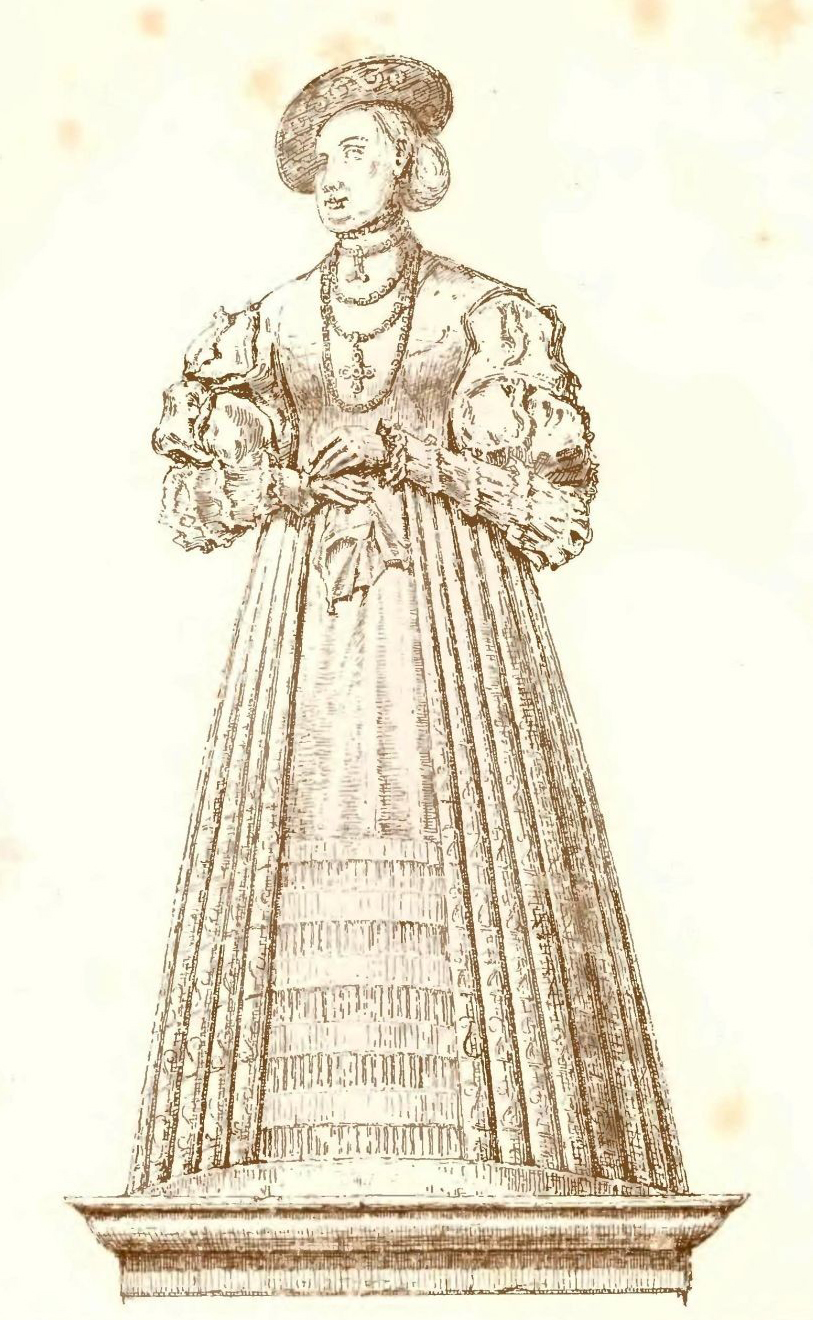
Zeichnung der Statue von Barbara von Brandenburg im Piastenschloss (Brzeg)

Barbara von Brandenburg (* 30. Mai 1464 in Ansbach; † 4. September 1515 ebenda) war eine Markgräfin von Brandenburg und durch Heirat nacheinander Herzogin von Glogau und Königin von Böhmen.

## Leben
Barbara war eine Tochter des brandenburgischen Kurfürsten Albrecht Achilles (1414–1486) aus dessen zweiter Ehe mit Anna (1436–1512), Tochter des Kurfürsten Friedrich II. von Sachsen.
Als Achtjährige wurde sie am 11. Oktober 1472 in Berlin mit dem bedeutend älteren Glogauer Herzog Heinrich XI. (1429/35–1476) verlobt und 1474 mit ihm verheiratet. Nur zwei Jahre später verstarb der viel ältere Herzog jedoch. In seinem Testament bestimmte er seine Gemahlin zur Erbin, wodurch es zum jahrelangen Glogauer Erbfolgestreit kam. Auch König Vladislav II. von Böhmen und König Matthias Corvinus von Ungarn machten Ansprüche auf das Erbe geltend. Am Ende des Erbfolgestreits, bei dem sich Barbara, die die Stände auf ihrer Seite hatte, vor allem gegen den Vetter ihres verstorbenen Mannes, Hans von Sagan, durchzusetzen hatte, gelangte das Herzogtum Crossen mit Bobersberg, Züllichau und Sommerfeld an Kurbrandenburg und wurde von Schlesien losgelöst. Jene Territorien waren durch Herzog Heinrich an Albrecht Achilles gegen Barbaras Heiratsgut von 50.000 Gulden verpfändet worden.
Für seine Tochter bestellte Albrecht Achilles Otto von Schenk von Landsberg zum Landesverweser. Bereits sechs Monate später wurde die zwölfjährige Witwe am 20. August 1476 per procurationem mit König Vladislav II. von Böhmen verheiratet, der das Herzogtum Glogau als erledigtes Lehen einziehen wollte und mit Brandenburg eine Erbvereinigung erneuert hatte.
Aufgrund von Kriegsereignissen konnte Barbara aber zunächst nicht zu ihrem Ehemann reisen. Später wurde die nie vollzogene Ehe für Vladislav II. lästig, da er durch Heirat mit der Witwe des ungarischen Königs Matthias Corvinus, Beatrix von Aragón, die Krone Ungarns erlangen wollte, so dass er seine Braut nicht mehr zu sich kommen lassen wollte und die Trennung anstrebte. Den brandenburgischen Abgesandten in dieser Sache, Georg von Stein und Christoph von Vitzthum, beschied der König: “Euer Marggraf ist weis', aber er soll sein Weysheyt nit an mir versuchen, in den Dingen die mir wider Ere weren.” Wutentbrannt forderte Albrecht Achilles 1481 eine Entschädigungszahlung und bemühte sich bei den Bischöfen von Bamberg und Würzburg die eheliche Verbindung unlösbar zu machen, ja er bot sogar seine erst 10-jährige Tochter Dorothea als Ersatz.
Papst Innozenz VIII. ermahnte 1486 König Vladislav Barbara zu sich zu nehmen, da bei den Fürsten die Laster noch schlimmer vermerkt werden als bei anderen Menschen.
Schließlich bat Barbara gegen den Willen ihrer Familie den Papst um die Auflösung ihrer Ehe. Zugleich versprach sie dem Ritter Konrad von Heideck die Ehe. Als Reaktion auf ihren Eigenwillen wurde Barbara von ihrer Familie auf der Plassenburg gefangen gesetzt, bis von Heideck die Verlobung löste. Fünf Jahre später verfügte am 7. April 1500 in einer feierlichen Bulle Papst Alexander VI. die Auflösung ihrer Ehe mit König Vladislav.
Seitdem ist von Barbara von Brandenburg nichts mehr überliefert, vermutlich blieb sie auf der Plassenburg, wo später auch ihr Bruder Friedrich inhaftiert war. Laut Max Döllner soll sie nach der Entlassung aus der Haft zu ihrer Mutter nach Neustadt an der Aisch gezogen sein. Nach dem Tod der Mutter verbrachte Barbara ihre letzten Lebensjahre in der Ansbacher Residenz ihres Bruders Friedrich, wo sie 1515 starb und in der Hohenzollerngruft des Klosters Heilsbronn bestattet wurde.

## Rezeption
Barbara von Brandenburg wurde als Vorlage für den historischen Roman Die Markgräfin von Sabine Weigand verwandt. Hierbei wurde in großen Teilen die Biografie verarbeitet; nur die Handlung wurde in die Zeit des Fürsten Albrecht Alcibiades von Brandenburg-Kulmbach verlegt. Bereits 1886 hatte ihr Emma Wuttke-Biller 1886 den Roman Markgräfin Barbara von Brandenburg: das Leben einer Fürstin im fünfzehnten Jahrhundert gewidmet.